# 이회창 회고록
이회창 회고록은 이회창의 자서전으로 총 2권으로 구성되어 있다.

## 1권 나의 삶 나의 신념

### 목차[1]
1권 : 나의 삶 나의 신념
머리말_ 회고록을 시작하며
1부 삶에 대하여
1장 어떻게 살아야 하는가 / 2장 인간은 왜 존엄한 존재인가 / 3장 인간 존엄성에 관한 나의 생각 / 4장 존엄성을 지키며 살아가는 길
2부 살아온 길
1장 정신일도의 가르침 / 2장 어린 시절의 기억 / 3장 법관으로 임명되다 / 4장 부부는 일심동체 / 5장 유신정치의 그늘 / 6장 이승만 정권과 박정희 정권을 어떻게 평가할 것인가
3부 좋은 법관이 되는 길
1장 사법권 독립은 왜 필요한가 / 2장 법관의 자질 / 3장 적법절차주의와 사법 적극주의 / 4장 대법관의 판결
4부 다시 세우는 선관위의 위상
1장 중앙선거관리 위원장이 되다 / 2장 동해시 재선거 / 3장 선거법 개정을 제안하다 / 4장 영등포 을구 재선거 / 5장 마지막 카드
5부 운명의 갈림길
1장 김영삼 대통령의 초청 / 2장 감사원의 독립성 / 3장 감사원을 바꾸다 / 4장 율곡사업과 평화의 댐 감사 / 5장 188신고센터 / 6장 감사원장과 대통령과의 관계 / 7장 감사원을 떠나다 / 8장 감사원 개혁론
6부 국무총리의 도전
1장 느닷없이 대법원장 자리를 제의받다 / 2장 갑작스러운 제안 / 3장 군군신신부부자자 / 4장 국무총리는 왜 필요한가 / 5장 제2기 내각의 출범
7부 질풍노도와 같은 날들
1장 낙동강 수질오염 사건 / 2장 관행을 깨뜨리다 / 3장 국무총리로서의 회의와 고민 / 4장 내각 통할권의 기틀을 잡다 / 5장 첫 국정보고 / 6장 상문고 비리조사 지시 / 7장 대통령 해외 출국과 국무총리의 역할 / 8장 사전 선거운동 시비 / 9장 우루과이라운드 이행계획서 수정 / 10장 상무대 비리의혹 수사 특별 지시 / 11장 통일안보정책 조정회의 설치 / 12장 주사위를 던지다 / 13장 대통령과의 결판 / 14장 비열한 공격 그리고 대통령의 회고록

## 2권 정치인의 길

### 목차[2]
머리말
1부 필마단기로 뛰어든 정치
1장 총리관저를 나온 후 / 2장 김영삼 대통령의 요청 / 3장 정치에 들어와 세운 세 가지 목표
2부 정치는 왜 하는가
1장 정치인들의 책임 / 2장 대한민국 대통령은 실패할 수밖에 없는가 / 3장 다수결의 함정 / 4장 동물국회에서 식물국회로 / 5장 보수가 가야 할 길
3부 정치인으로 걸어온 길
1장 1997년도 “김대중 대통령 후보와 박빙의 승부”
15대 총선 / 차기 대선후보로 거론되다 / 노동법과 안기부법 개정안 기습처리 / 신한국당 대표가 되다 / 대표 끌어내리기 전쟁 / 중국 공식 방문 / 집권당 초유의 다수 후보 간 경선 / 신한국당 경선의 의미 / 병풍의 회오리 / 이인제 씨의 탈당과 출마 선언 / 전두환?노태우 전 대통령 사면 건의 소동 / 이회창 총재 체제 출범 / DJ비자금 폭로 / 김 대통령에게 탈당을 요구하다 / 의원들의 탈당 사태와 그 배후 / 조순 총재의 민주당과 합당 / IMF 외환위기와 각서 소동 / DJP연합의 출현 / 박근혜 씨 입당 / 대선 후보 등록과 박빙의 승부 / 대선 패배 그리고 정권 교체 / 왜 졌는가
2장 1998년도 “들이닥친 사정의 칼과 장외투쟁”
대선 후의 혼돈 / 정계 개편과 탈당의 바람 / <동아일보>를 고소하다 / 꽃다발 대신 들어온 사정의 칼 / 강경투쟁을 결심하다 / 장외투쟁의 가시밭길 / 판문점 총격 요청설의 광풍 / 국회등원, 그러나 다시 평화는 깨지다 / 김대중 대통령의 반격 / 첫 여야 총재회담 / 대통령과의 회담은 필요한가 / 파벌 중심 체제에서 주류 중심 체제로 / 잔인한 12월 / 국회 내 안기부 분실 529호 사건
3장 1999년도 “후3김 시대의 도래, 삼면김가”
춘래불사춘 / 제2의 창당과 제2의 민주화 투쟁 선언/ 6·3 재보선과 고승덕 해프닝, 그리고 출마선언 / 6·3 재보선 후의 정국 변화...(하략)